# ニューヨーク公共図書館本館
一般にはニューヨーク公共図書館本館 (New York Public Library Main Branch) として知られるスティーブン・A・シュワルツマン・ビルディング (Stephen A. Schwarzman Building) はニューヨーク公共図書館システムの旗艦建築物で、ニューヨーク市マンハッタン区ミッドタウンのランドマークである。図書館システムの研究図書館4館の内の1館で9部門がある。本館正面出入口は5番街と東41丁目の交差点東側に面している。2015年の時点で本館の収蔵冊数は約250万冊となっている。
本館は、1890年代後半にアスター図書館およびレノックス図書館を統合しニューヨーク公共図書館とすることを計画した際に建設が開始された。用地は5番街沿いの40丁目と42丁目の間に位置し、ブライアント・パーク内東側のクロトン配水池の敷地に作られた。建築会社カレール・アンド・ヘイスティングスがボザール様式の建物を建築し、1911年5月23日に竣工した。建物の大理石の正面には華やかな装飾が施されており、5番街の出入口には図書館のアイコンとなっている石のライオン像が並んでいる。建物の中には高さ52フィート（16メートル）、幅78フィート×奥行297フィート（24×91メートル）の中央閲覧室をはじめとするさまざまな閲覧室、オフィス、美術展示室などがある。
本館は元々セントラル・ビルディング (Central Building) と呼ばれており、後に人文社会科学センター (Humanities and Social Science Center) と呼ばれるようになった。本館は開館後人気を博し、1920年代までに年間400万人が訪れていた。以前は循環図書館もあったが、1970年代に近くのミッド・マンハッタン図書館に移される形で閉館している。1991年に隣接するブライアント・パークの地下に建設された図書館の収蔵庫を拡張、1998年には本館の中央閲覧室が修復されている。2007年から2011年にかけての大規模な修復は、慈善家のスティーブン・A・シュワルツマンから寄付された1億ドルの資金を使って行われた。2018年以来、本館は2021年に完成すると見込まれている追加の拡張工事を行っている。
本館は1965年12月21日にアメリカ合衆国国定歴史建造物、1966年10月15日にアメリカ合衆国国家歴史登録財、1967年1月11日にニューヨーク市歴史建造物に指定された。なお、本館内の施設は1974年11月12日と2017年8月8日にも別々にニューヨーク市歴史建造物の指定を受けている。
本館はテレビドラマ『となりのサインフェルド』や『セックス・アンド・ザ・シティ』、映画『ウィズ』(1978年)、『ゴーストバスターズ』(1984年)、『デイ・アフター・トゥモロー』(2004年) などの映像作品で多く登場している。

## 歴史

### 建設

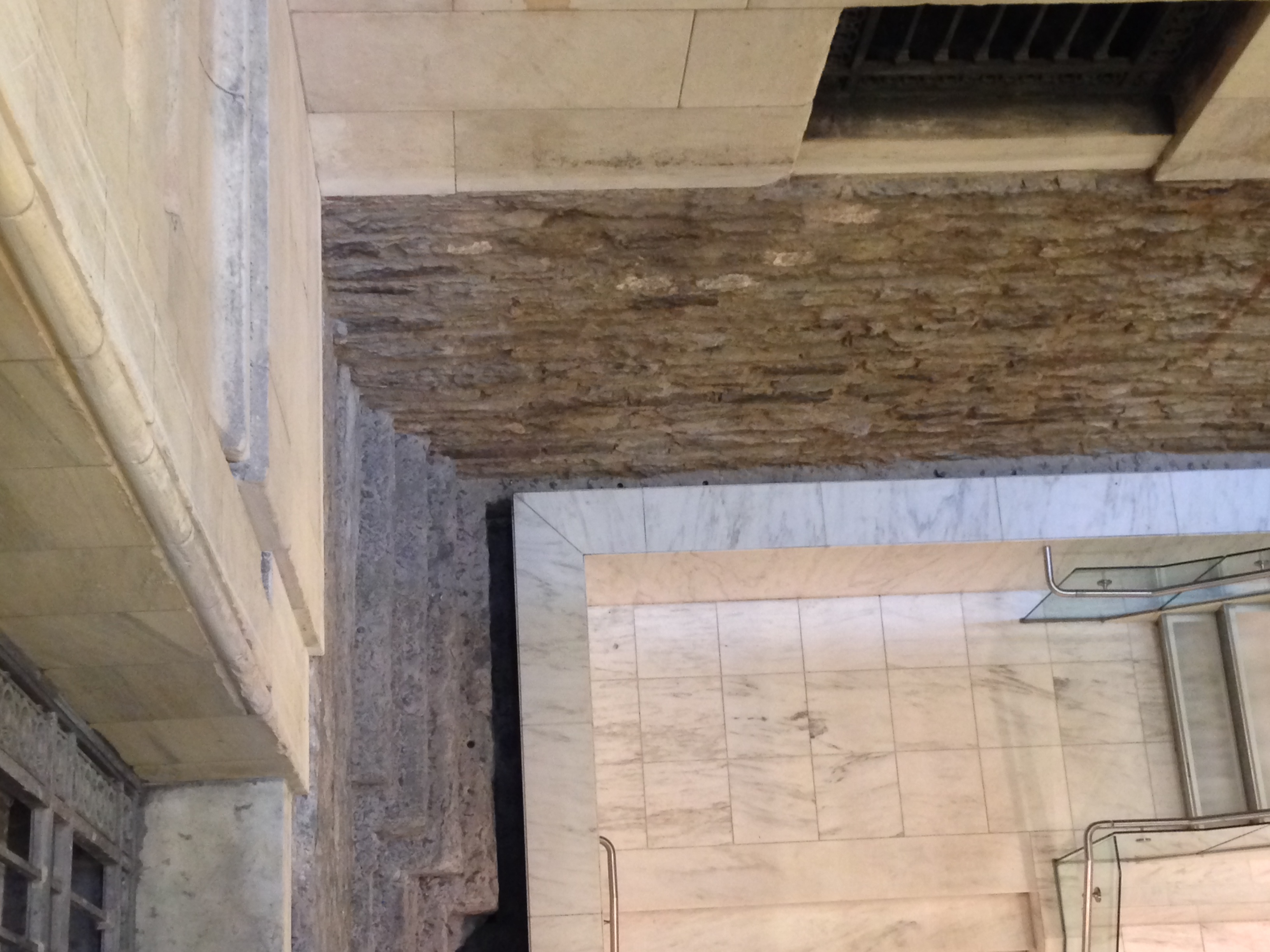
本館のサウスコートの基礎で見られるクロトン配水池の名残、2014年撮影

1895年のアスター図書館とレノックス図書館のニューヨーク公共図書館への統合と、サミュエル・J・ティルデンからの300万ドルの遺贈およびアンドリュー・カーネギーからの520万ドルの寄付によって、巨大な図書館システムの創設が可能となった。統合後の図書館収蔵冊数は35万冊と、当時の他の図書館と比べると比較的小規模であるがそれでも多い部類であった。シビックプライドの点からニューヨーク公共図書館創設者たちは印象的な本館の建設を望んだ。アスター図書館とレノックス図書館の敷地を含め様々な場所が建設予定地として検討されたが、最終的にアスター図書館とレノックス図書館の間のほぼ中央に位置する5番街沿いの40丁目と42丁目の間を用地とした。そこには老朽化しているクロトン配水池があり、その遺構は現在も図書館の床に残っている。ニューヨーク公立図書館の最初の館長に任命されたジョン・ショウ・ビリングス博士は、本を要求した人の手に届けるための最速のシステムと組み合わせた7段の本棚の置かれた巨大な閲覧室の最初のスケッチを作成した。新しい図書館のための彼のデザインは本館建設の基礎を形成した。
1897年5月、ニューヨーク州議会はクロトン配水池の敷地を公共図書館の敷地として使用することを認める法案を可決した。その後、市内の有名な建築家による競争が行われ、88のデザインが提出された。これらの内12デザインが準最終選考まで残り、3デザインが最終選考に残った。結局、1897年末に比較的無名の会社であるカレール・アンド・ヘイスティングスが本館の設計・建設の権利を勝ち取った。同社は本館の建設モデルを作成し、このモデルは1900年にニューヨーク市庁舎で展示された。なお、本館のデザインについてはジョン・メイヴン・カレールとトーマス・S・ヘイスティングスのどちらが貢献したかは議論されているが、どちらの建築家もその貢献に尊敬の意を表してアスター・ホールの2つの階段の下にそれぞれ胸像が作られている。ニューヨーク・タイムズによる後のインタビューでカレールは、図書館には収蔵庫内の"83マイルの本" (eighty-three miles of books) や1,000人の来館者を収容できる閲覧室などの、それぞれ独自の専門性を持つ"25または30の異なる部屋" (twenty-five or thirty different rooms) があると述べている。
いずれにせよ、建設自体は市の財政が不安定であることから第91代ニューヨーク市長ロバート・アンダーソン・ヴァン・ウィックの反対により遅れていた。1899年5月、ニューヨーク市財政評価委員会によって50万ドルの公債法案が割り当てられた。翌月にクロトン配水池の開削作業が始まり、労働者たちは配水池の25フィート（7.6メートル）の厚さの壁を取り壊し始めた。基礎工事は1900年5月に始まり、1901年にクロトン配水池跡地全体で基礎工事が始まった。本館建設の契約がノークロス・ブラザーズ社との間で結ばれたが、この会社は最低入札者ではなかったため物議を醸していた。1902年8月に建設の開始を記念する式典が行われた後、1902年11月10日に礎石が築かれた。礎石には図書館と市のアーティファクトの箱が含まれていた。本館の建設は近くのグランド・セントラル駅の建設と共にブライアント・パーク周辺の活性化に繋がった。
建設作業は徐々に進み地下は1903年までに完成し、1階は1904年までに完成した。しかし外装の作業は遅々として進まず、1904年8月にノークロス・ブラザーズ社の契約が期限切れになった際には外装作業は半分しか終了していなかった。1905年の夏、巨大な柱が設置され屋根の上での作業が始まり、1906年12月までに屋根が完成した。最終契約は合計120万ドルで結ばれ、内装への家具の設置に関するものであった。1907年4月に内装工事の契約がジョン・パース社との間で結ばれ、建物の外装はその年の終わりまでにほとんど完成した。建設の進度は非常に遅く、1906年にニューヨーク公立図書館の職員は外装の一部と内装のほとんどが完成していないと述べた。
建築業者は1908年に中央閲覧室とカタログ室の塗装を始め、翌年家具の設置を開始した。1910年から収蔵本の保管のために約75マイル（121キロメートル）相当の本棚が設置され、将来の冊数増加に備えてかなりの余地が残されていた。アスター図書館とレノックス図書館から本を移動し配置するのに1年ほど掛かった。アスター図書館とレノックス図書館は本館開館の時点で閉館する予定であった。建設の後半では本館地下に市営のライト・プラントを作る計画が却下された。1910年末までに本館はほぼ完成し、1911年5月の開館を予定していた。設計者のカレールは本館の開館前に亡くなった。そして1911年3月に本館のロタンダで2,000人の人々がそこに置かれた彼の棺を見た。

### 開館
1911年5月23日、ニューヨーク公共図書館本館は15,000人の市民たちの前で式典を行い開館した。この式典は第27代大統領ウィリアム・ハワード・タフトが主宰し、第38代ニューヨーク州知事ジョン・オールデン・ディクスと第94代ニューヨーク市長ウィリアム・ジェイ・ゲイナーが出席した。開館当時、ボザール様式の本館はアメリカ国内で最大の大理石による建築物であった。建物は37万5000平方フィート（34800平方メートル）の土地にまたがる350万の容積を持っていた。
本と土地買収費用を除いた最終予想費用は1,000万ドルで、当初の見積もりの250万ドルから4倍に増加している。最終的に建設費用は900万ドルで、当初の予想の3倍以上の費用が掛かっている。
翌日の5月24日、大衆が招待され数万人が図書館の"宝石の王冠" (jewel in the crown) に行った。開館後、本館で最初に要求された本は当時の本館の収蔵本の中には無かったデリア・ベーコンの『Philosophy of the Plays of Shakespeare Unfolded』であった。なお、後にこれは宣伝用のスタントであったと判明している。最初に提供された本はフリードリヒ・ニーチェとレフ・トルストイの『Nravstvennye idealy nashego vremeni』であった。読者は午前9時08分に伝票を提出し、7分後に本を受け取った。本館の開館した週は来館者が非常に多かったことからニューヨーク公共図書館館長は来館者数を数えていなかったが、最初の週に本館に訪れた来館者数は約25万人と推測されている。

### 20世紀
本館は建築のランドマークとみなされるようになった。1911年という早い時期に、月刊ハーパーズ・マガジンは"この面白くて重要な建物" (this interesting and important building) と本館を称賛している。1971年、ニューヨーク・タイムズの建築評論家エイダ・ルイーズ・ハックステーブルは"都市計画において、図書館は今でも都市の景観に非常によく合っている" (As urban planning, the library still suits the city remarkably well) とし、"穏やかに堂々と建ちヒューマニズムを知ることができる" (gentle monumentality and knowing humanism) と称賛している。
本館は主要な研究センターとしても重要性を増している。『Ripley's Believe It or Not!』の研究を務めたノーバート・パールロートは1923年から1975年まで毎年約7,000冊の本を閲覧していた。その他の常連としてはジョン・F・ケネディ大統領のファーストレディジャクリーン・ケネディ・オナシスや作家のアルフレッド・カジン、ノーマン・メイラー、フランク・マコート、ジョン・アップダイク、セシル・ビートン、アイザック・バシェヴィス・シンガー、E・L・ドクトロウ、女優のヘレン・ヘイズ、マレーネ・ディートリヒ、リリアン・ギッシュ、ダイアナ・リグ、後にモナコ公国公妃となるグレース・ケリー、劇作家のサマセット・モーム、映画プロデューサーのフランシス・フォード・コッポラ、ジャーナリストのエリエゼル・ベン・イェフダーとトム・ウルフ、ボクサーのジョー・フレージャーがいた。本館は主要な作品や発明の研究にも使用された。エドウィン・ハーバート・ランドは後のインスタントカメラであるランドカメラの研究を本館で行い、チェスター・カールソンは光導電性と静電気学を本館で研究した後にゼロックスコピー機を発明した。第二次世界大戦中にはメキシコの電話帳に基づいて日本軍の暗号を解読する際に本館が使用された。

#### 1920年代・1930年代

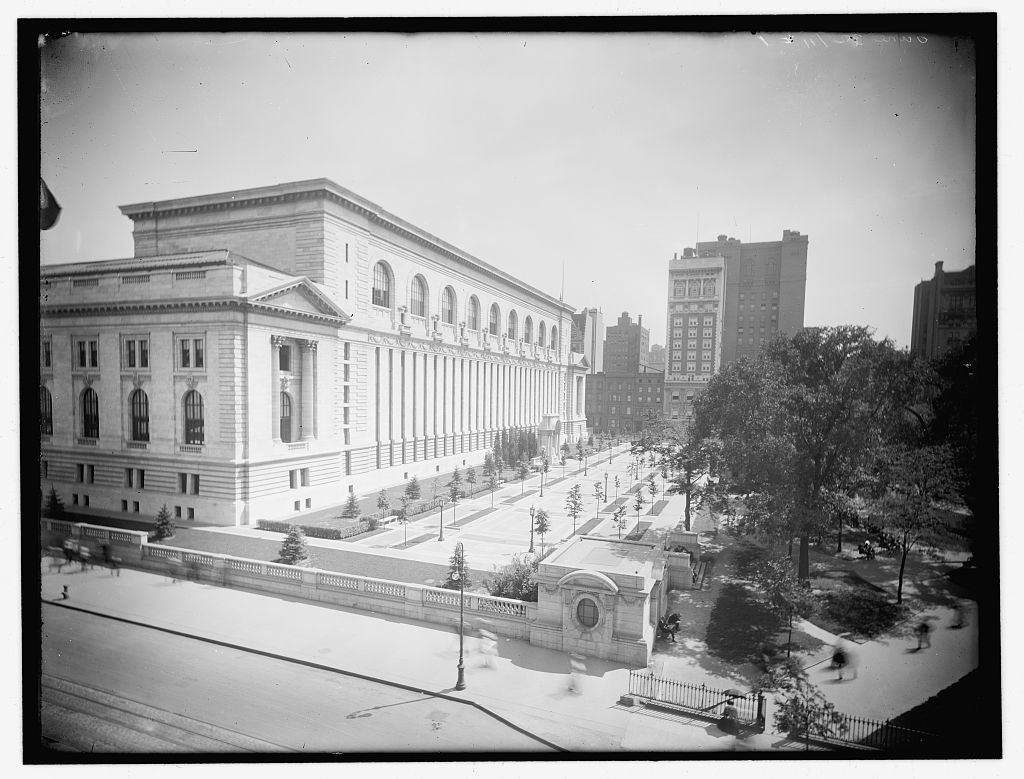
1910年代の本館

本館は当初利用者に新しい図書館の利用を奨励するため日曜日以外は午前9時から午後10時まで、日曜日は午後1時から午後10時まで開いていた。1926年までに図書館はひどく愛用されるようになり、1時間に最大1,000人が本を要求した。最も混雑する時間帯は午後3時半から5時50分、混雑するシーズンは10月から5月であった。最も要求の多かった本は経済学書とアメリカ・イギリスの小説であったが、1910年代後半に第一次世界大戦が勃発すると地理書が最も要求されるようになった。1928年には年間400万人が本館を利用しており、1918年の200万人、1926年の300万人から順調に増加している。1927年に伝票を介して要求された書籍は130万冊であり、依頼者は60万人近かった。1934年までに本館は年間来館者数400万人、収蔵冊数361万冊の図書館となっていた。
書籍の需要が増加したため1920年代までには収蔵庫および地下室に新しい本棚が設置されたが、これでもまだ不十分であることが判明した。ニューヨーク公共図書館は1928年に本館の拡張を行うことを発表した。トーマス・ヘイスティングスは本館の北側と南側の近くに新しいウイングを建設する計画を立てた。この計画では本館は5番街へ向け東に拡張され、西には収蔵庫を建設することとなっていた。この拡張工事には200万ドルの費用が掛かると見積もられたが、結局この計画は実行されなかった。
1933年にシアター・コレクションが中央閲覧室に設置された。2年後、ブライアント・パーク野外閲覧室が夏の間に運営された。これは世界恐慌で士気の落ちた読者たちを元気付けるために行われ、1943年に図書館員の不足のために閉鎖された。1937年、アルバート・バーグ医師とヘンリー・バーグ医師は図書館に自分たちの貴重なイギリスとアメリカ文学のコレクションを寄付することを申し出た。しかし、ヘンリーが亡くなった際に一旦交渉は終了した。その後、彼らのコレクションは1940年10月に正式に図書館へ寄贈され、3階の1室が彼らのコレクションを収蔵したバーグ閲覧室となった。
1930年代には公共事業促進局 (WPA) の職員が本館のメンテナンスを手伝っていた。彼らの仕事は暖房、換気、および照明システムの改修、大理石の階段の踏面の修復、本棚、壁、天井、石工物の塗装、そして維持費の負担であった。WPAは建物のメンテナンスに250万ドルを割り当てた。1936年1月、本館の屋根が7ヶ月のWPAプロジェクトの一環として改装されることが発表された。

#### 1940年代・1950年代
後に明かされたことであるが、第二次世界大戦中は中央閲覧室の大きな15枚の窓は隠されていた。その後の数年間中央閲覧室は放置されており、照明の中には老朽化したまま取り替えられないものがあったり、窓などは掃除がなされなかったために汚れていた。第一次世界大戦中とは異なり、第二次世界大戦中には本館の戦争・地理関係の本はあまり要求されなかった。1943年にアメリカ軍の兵士のための部屋が解放された。
1944年、ニューヨーク公共図書館は別の拡大計画を提案した。計画においては収蔵庫の容量は300万冊に増加し、本館の循環図書館は新しい53丁目図書館に移動することとなっていた。本館の循環図書館は1つの部屋に作られた簡易的なものであったが、循環する資料が増え全ての資料を収蔵することが難しくなっていた。その後、1949年にニューヨーク公共図書館は循環図書館と子供用図書館の機能を引き継ぐように市に要請した。本館の近代化の一環として、新しく届けられた本はさまざまな循環図書館の分館を回さず本館内で処理され始めた。

#### 1960年代から1990年代

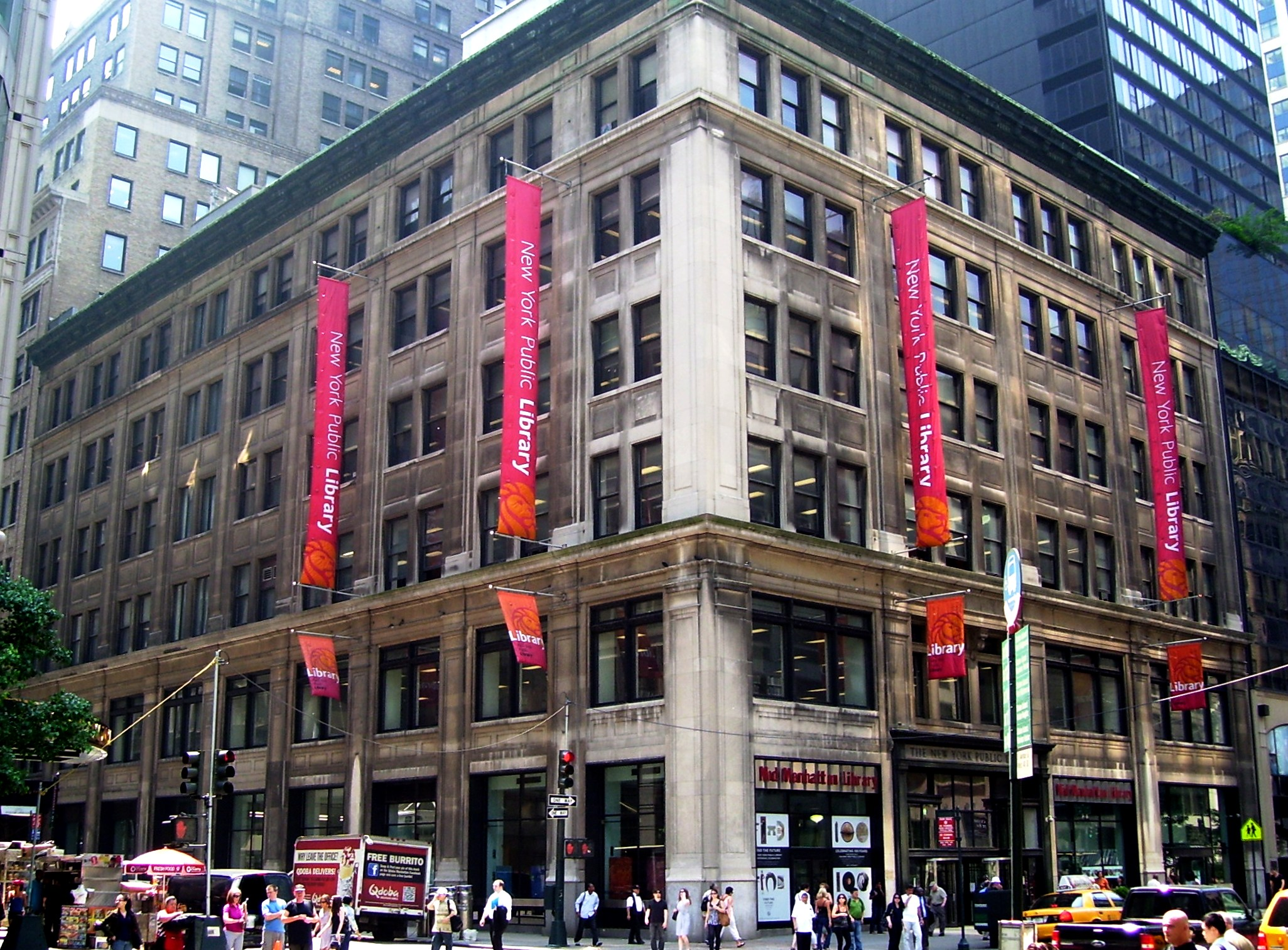
1970年に開館し本館から循環図書館を移したミッド・マンハッタン図書館

1960年代に本館の軽い修理が行われた。市政府は、1960年に本館収蔵庫に消火用スプリンクラーを設置する資金を割り当てた。1964年には1階の南廊下の上に新しい階を設置し、天窓を交換する契約が結ばれた。1965年までに本館は700万冊の本を収蔵していた。本館の書架は1960年代半ばまでに88マイル（142キロメートル）を超えていた。
本館の循環図書館は拡大を続け、1961年にニューヨーク公共図書館は循環図書館のための新しい施設を探すために6人の図書館員のグループを招集した。1961年、本館の斜向かい、5番街と東40丁目の交差点南東の8 東40丁目にあったアーノルド・コンスタブル・アンド・カンパニーのデパートがニューヨーク公共図書館に買収された。図書館は1964年にデパートの4階から6階をリースし始めた。1970年に新しい循環図書館であるミッド・マンハッタン図書館がデパート脇のスペースに一時的に作られた。本館は非常に混雑しており追加の来館者を収容することが難しくなっており、子供向け図書はスペースが確保できないことから閉鎖されていた。ニューヨーク公共図書館システムの主要な循環施設となることを意図した新しい分館は、70万平方フィート（6,500平方メートル）の床面積を持ち、35万冊の書籍のほか本館で配置されなくなった子供向け図書を収蔵することができるようになった。この時点で本館の循環図書館の機能はミッド・マンハッタン図書館に移行された。その後、1981年にミッド・マンハッタン図書館は仮スペースから旧デパートの建物に移った。
1970年代、ニューヨーク公共図書館は全体として経済的なトラブルを抱えていたが、追い打ちをかけるように1975年にニューヨーク市の財政危機が起こり更に悪化してしまった。コスト削減策として、1970年に図書館は日曜祝日に本館を休館することを決定した。図書館はまた、1971年末に本館の科学技術部門を閉鎖して経費の削減を行ったが、民間からの資金の寄付により1972年1月に部門を再開することができた。本館正面出入口前の2つのライオン像は1975年に修復された。
カタログ室は1983年から修復が開始された。その多くがボロボロになっていた1000万枚のカタログカードは、6年間で330万ドルの費用で作成されたコピーに置き換えられた。その後、1994年にニューヨーク公立図書館に1000万ドルを寄付したファッションデザイナーのビル・ブラスの名をカタログ室に冠するようになった。他の部門は1980年代の間に追加された。1986年にプフォルツハイマー・コレクションが、1987年に芸術・プリント・写真を収蔵したワラック部門が追加された。

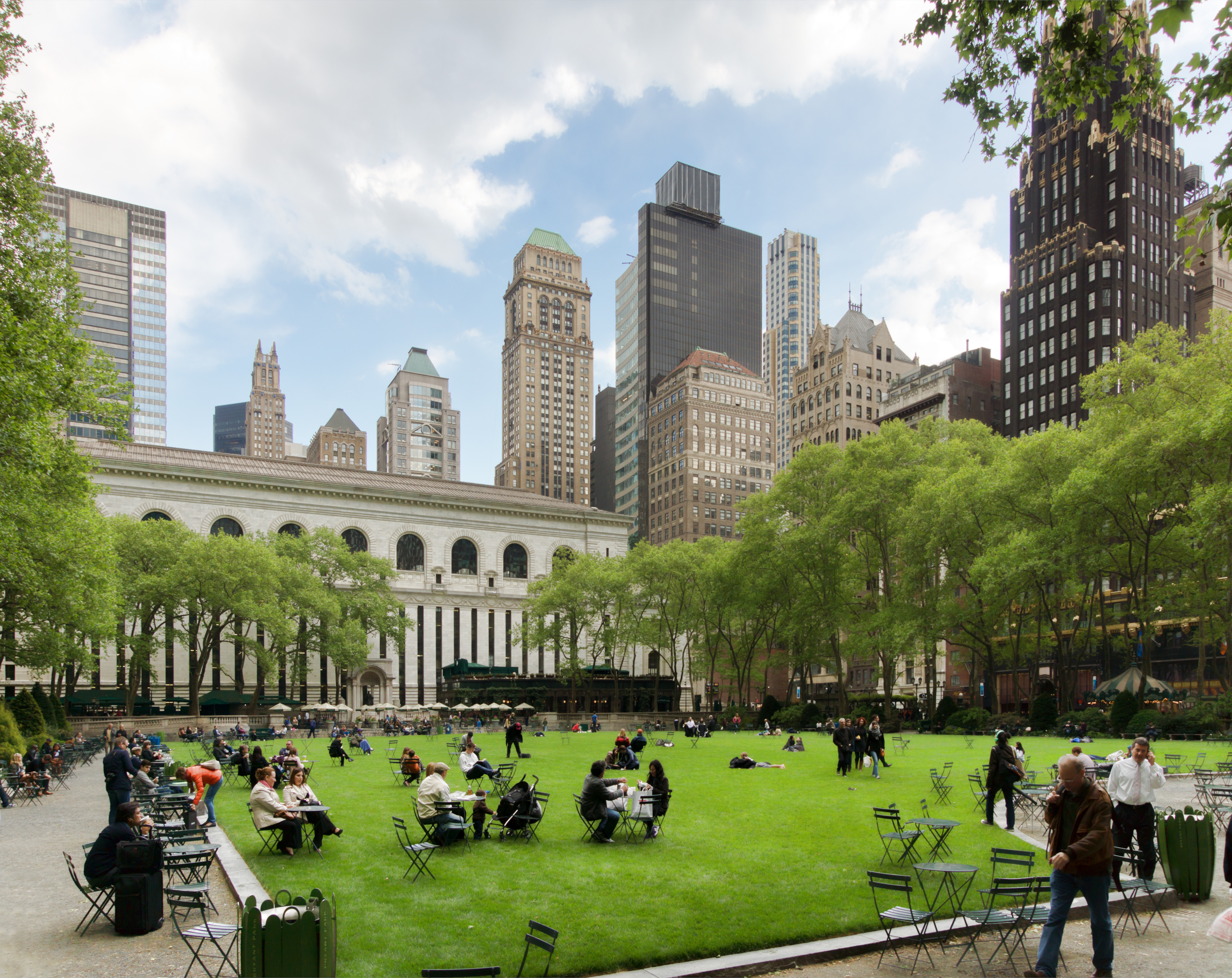
1980年代に地下に追加の収蔵庫が建設されたブライアント・パーク

1980年代後半、ニューヨーク公立図書館は本館の収蔵庫をブライアント・パーク地下に向けて西側に拡張することを決定した。このプロジェクトには2,160万ドルの費用がかかると見込まれ、本館史上最大の拡大プロジェクトとなった。拡張工事は1987年1月に市の芸術委員会に承認され、1988年7月に工事が開始された。拡張工事にあたってはブライアント・パークを閉鎖し開削作業を行う必要があったが、ブライアント・パーク自体も老朽化が進んでいたため拡張工事にあわせて公園のリニューアル工事も行われることになった。12,000平方フィート（11,000平方メートル）の収蔵庫が新たに建設され、収蔵庫内に84マイル（135キロメートル）の本棚が設置され本館の収蔵可能冊数は拡張前の約2倍となった。新しい収蔵庫と本館の間は120フィート（37メートル）のトンネルで結ばれている。収蔵庫とトンネルが完成するとブライアント・パークは完全に再建され、ブライアント・パーク地上と収蔵庫天井の間は2.5 - 6フィート（0.76 - 1.83メートル）となっている。拡張工事は最終的に2,400万ドルの費用を掛けて1991年9月に終了したが、計画における2つの収蔵庫の内の1つしか建設されなかった。1989年から再建されたブライアント・パークは1992年半ばに解放された。
中央閲覧室は改装工事のため1997年7月に閉鎖された。中央閲覧室は16ヶ月間かけて修復され、1998年11月に修復が終了し解放された。修復作業では天井の清掃と再塗装、窓の清掃、木材の再仕上げ、室内の仕切り壁の撤去、60台の電気スタンドの交換、省エネな窓ガラスへの取り替えが行われた。中央閲覧室は、改装にあたって1,500万ドルを提供した人物の子供にちなんでローズ中央閲覧室と改名された。また、1998年にニューヨーク州政府はコンピュータなどの技術サービスを本館に導入するための資金を割り当てた。本館のサウスコートにあったバンガローは同年解体されている。

### 21世紀

#### 2000年代：改修工事開始
1990年代後半から、本館南側の中庭であるサウスコートに4階建てのガラス製建造物が建てられた。建築費は2,220万ドルで、床面積は42,220平方フィート（3,922平方メートル）であった。2002年に解放されたサウスコートの建造物は本館開館以来初めて地上に追加されたものであった。ブライアント・パークのポップアップ閲覧室は2003年夏に再設立された。"部屋"には700冊の本と300冊の定期刊行物が置かれていた。
2004年までに公害と湿気を原因とし白い大理石には黒い線が入り、コーニスの縁や彫刻面の模様などの建築の細部、装飾用の彫像などが腐食していた。ニューヨーク・タイムズの記事では"自動車のタイヤが通過することによって散乱したゴムの小さな粒子が建物の上に蓄積し、大理石を石膏に変えるために水と徐々に混合して、それは砂糖効果で外層を崩壊させる" (Tiny particles of rubber scattered by passing car tires have accumulated on the building, mixing gradually with water to turn the marble into gypsum, which causes the outer layer to crumble in a sugaring effect) と書かれた。2005年12月には彫刻が施された木、大理石、金属細工、ライオネル・ピンカスとフィリヤル王妃地図部門のスペースが修復された。
2007年にニューヨーク公共図書館は、風化と自動車排気ガスのために老朽化の進んだ建物外装を5,000万ドルの費用を掛け3年間行われる改修工事を行うことを発表した。大理石と彫刻の清掃、 3000個のひびの修復、屋根、階段、広場の改修が行われ作業は開館100周年となる2011年までに終了する予定であった。第108代ニューヨーク市長マイケル・R・ブルームバーグはフランス共和国パリ市長に、パリ市の記念碑、建造物、および公的建造物の照明を担当するパリ市の技術者フランソワ・ジュースの採用許可を求めた。2007年、ニューヨーク公共図書館館長のポール・ルクレールは「私はこれがとても美しくとても重要なので、これをニューヨークで夜間に見なければならない建物にすることを目指しています。(my ambition is for this to be the building you simply must see in New York at nighttime because it is so beautiful and it is so important.)」と述べた。2007年末までに図書館職員は損傷した彫刻を修復するか、単純に綺麗に清掃し"安定させる"ことを試みるかを決定していなかった。清掃にする場合はレーザーを使用するか、湿布を張ってそれを剥がすかのどちらかで行われる予定であった。

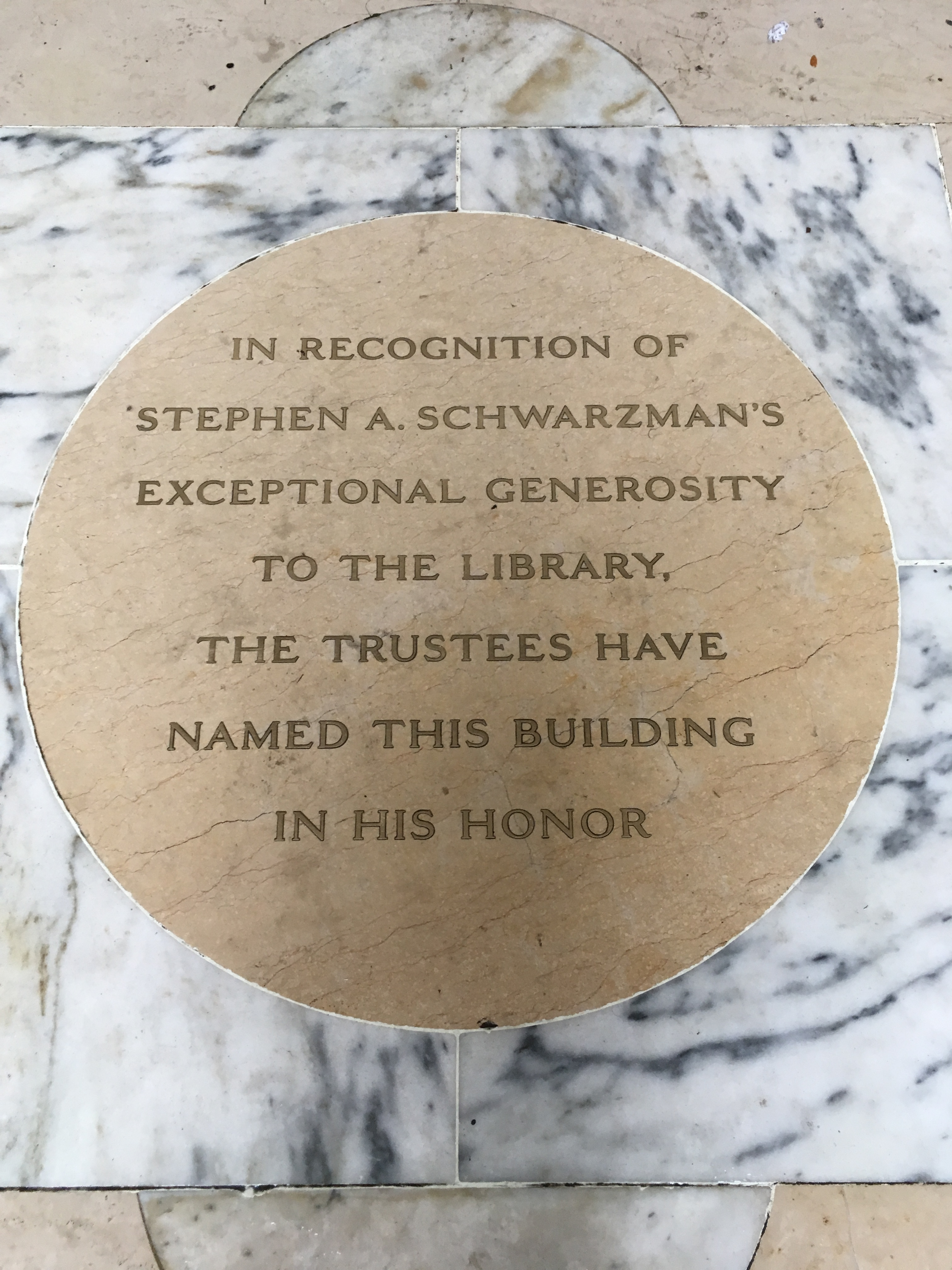
スティーブン・A・シュワルツマンの貢献を称えるプラーク

2008年4月、ニューヨーク公共図書館は本館の改修と拡張に1億ドルを寄付したスティーブン・A・シュワルツマンに敬意を表し本館の名前を改名することを発表した。シュワルツマンの名は全ての一般来館者用出入口に刻まれている。同年後半、イギリスの建築家ノーマン・フォスターが本館の改装をデザインするために選ばれた。改装費用を支払うためにニューヨーク公共図書館はミッド・マンハッタン図書館とドネール分館を売却しようとしていた。ニューヨーク・タイムズの建築批評家ニコライ・ウルソフは、図書館がフォスターを選んだことについて"私たちの心に安らぎを与えるべきである図書館による一連の巧妙な決定のうちの1つ" (one of a string of shrewd decisions by the library that should put our minds at ease) としている。

#### 2010年代：さらなる改修
本館の改装工事が行われていた2010年までに、ニューヨーク公共図書館は2008年の大不況の影響を受けて分館のスタッフと予算を削減した。2012年には中央図書館計画が発表された。この計画では近くのミッド・マンハッタン図書館と科学・産業・ビジネス図書館が閉鎖され、本館が循環図書館となることとなっていた。計画の一環としてプリンストン大学やコロンビア大学と共有されているニュージャージー州のリサーチ・コレクション・アンド・プリザベイション・コンソーシアム (ReCAP) には100万冊以上の書籍が保管されていた。何人かの批評家は訪問者が本館の研究施設をもっと利用できるようにする動きとして計画を賞賛したが、また別の人は計画を"文化的破壊行為"として否定している。計画に対する抗議の書簡に学者が署名し、プリンストン大学歴史教授のアンソニー・グラフトンは「本を読みたい読者はしばしば事前にそれを注文しなければならない、そして読者がここで時々行うように実際の配達時間は宣伝されたものより遅い。(readers who want to consult a book will often have to order it in advance—and may find, as readers sometimes do here, that real delivery times are slower than advertised ones.)」と述べている。中央図書館計画は反対意見が多かったことから2014年5月に撤回された。その後、アビー・ミルスタインとハワード・ミルスタインからの800万ドルの寄付により、ブライアント・パーク地下の収蔵庫の改修資金が確保でき収蔵可能冊数が増加した。
2014年5月、ローズ中央閲覧室の天井にある"金色の石膏ロゼット"の1つが床に落ちた。ニューヨーク公共図書館は修復工事のためにローズ中央閲覧室と公共カタログ室を閉鎖した。1,200万ドルの費用を掛けて行われた修復プロジェクトでは、ロゼットの修復とスチールケーブルでの支持、そしてLED照明の取り付けが行われた。ニューヨーク公共図書館はエバーグリーン・アーキテクチュラル・アーツに、105年の歴史の中で"修復不可能な変色、重ね塗り、および水害"を受けたビル・ブラス公共カタログ室の壁画を再現するように依頼した。ニューヨーク公共図書館はまた、老朽化したチェーンリフト式ブック・コンベア・システムを"ブック・トレイン"を使用した新しい配達システムに置き換えた。修復されたローズ中央閲覧室とビル・ブラス公共カタログ室は2016年10月5日に解放された。
2017年8月、本館は42丁目で暫定的な循環図書館を開設した。仮循環図書館にはミッド・マンハッタン図書館に収蔵されている一部の書籍が収蔵されているが、ミッド・マンハッタン図書館は2020年に終了する予定の改装工事のために閉鎖されている。ミッド・マンハッタン図書館の写真集も一時的に本館に移された。
2017年11月、ニューヨーク公立図書館理事会は本館の3億1,700万ドルのマスタープランを承認した。これは本館開館史上最大の改装工事となる。建築会社メカーノーとベイヤー・ブラインダー・ベルによって設計されたこの計画では、公的に利用可能なスペースを20%増やし、40丁目に面する新しい出入口を追加し、高校生や大学生のための研究学習センターを設立し、展示会や研究者のためのスペースを広げることになった。計画承認時には3億8,000万ドルの資金が調達されており、2021年に改装が終了する予定である。改装工事は2018年7月に始まり、2階には学者の中心地であるアスター室とレノックス室が建設された。2019年3月、歴史建造物保存委員会は40丁目の出入口の建設を僅かに修正して承認した。

### 歴史建造物指定
本館は1965年にアメリカ合衆国国定歴史建造物、1966年にアメリカ合衆国国家歴史登録財、1967年にニューヨーク市歴史建造物に指定された。その後、1974年にアスター・ホールと1階から3階への階段、マグロウ・ロタンダが、2017年にローズ中央閲覧室とビル・ブラス公共カタログ室がニューヨーク市歴史建造物に指定された。

## 部門

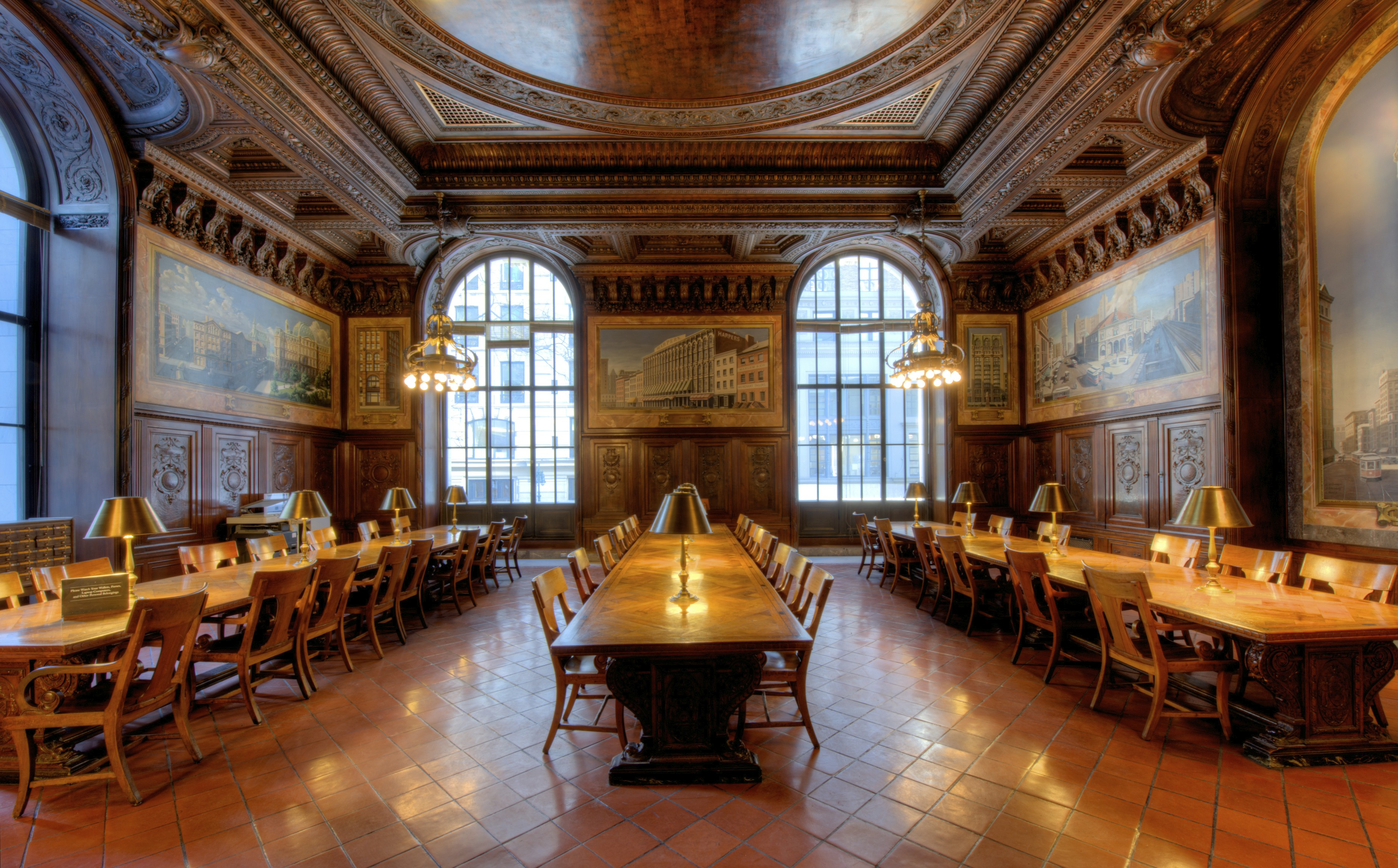
デウィット・ウォレス雑誌閲覧室の内装

ニューヨーク公共図書館本館には9つの部門があり、そのうち8部門はスペシャル・コレクションである。

### 総合研究部門
総合研究部門 (General Research Division) は本館の本部であり、スペシャル・コレクションではない唯一の部門である。この部門はローズ中央閲覧室とビル・ブラス公共カタログ室から構成されている。部門には430以上の言語の4,300万の書籍が収蔵されている。

### ミルスタイン・アメリカ合衆国史・地方史・系図部門
ポール・ミルスタイン・アメリカ合衆国史・地方史・系図部門 (Paul Milstein Division of U.S. History, Local History and Genealogy) は2008年にニューヨーク系譜・伝記協会の収蔵書籍を取得し開設された。それは北米で最大の公に利用可能な系図の1つを収蔵している。この部門にはニューヨーク市関連の文書が多数含まれているが、アメリカ各地の町、市、郡、および州から収集された文書、ならびに世界中の系図も収蔵されている。

### 地図部門
ライオネル・ピンカスとフィリヤル王妃地図部門 (Lionel Pincus and Princess Firyal Map Division) は1898年に開設された。部門は16世紀にも遡る20,000以上の地図帳と433,000の地図を収蔵している。その中には地方、地域、国、および世界規模の縮尺の地図だけでなく、市内地図、地形図、および古くなりデジタル化された形式の地図が含まれている。

### 原稿・アーカイブ部門
原稿・アーカイブ部門 (Manuscripts and Archives Division) は5,500を超える以下のコレクションを収蔵している。
- 700の楔形文字平板
- 160の中世・ルネサンス時代の装飾写本
- 著名な家族、個人、団体の論文
- 文学コレクションおよび出版社のアーカイブ
- 政治、経済、社会史に関するコレクション
- ニューヨーク公共図書館の歴史についての論文

この部門はハーレムのションバーグ黒人文化研究センターとリンカーン・センターのニューヨーク公共舞台芸術図書館の同様の部門を補完するものである。

### ドロット・ユダヤ部門
ドロット・ユダヤ部門 (Dorot Jewish Division) にはユダヤおよびヘブライ語についての文書が収蔵されている。1897年に設立されたこの部門には、アスター図書館、レノックス図書館、アギュラー・フリー図書館の文書と書籍、レオン・マンデリシュターム、マイヤー・レーレン、アイザック・レーレンの個人コレクションも収蔵されている。部門の名は1986年に部門に対し寄付をしたドロット財団から取られている。

### バーグ・イギリス・アメリカ文学コレクション
ヘンリー・W・バーグとアルバート・A・バーグ・イギリス・アメリカ文学コレクション (Henry W. Berg and Albert A. Berg Collection of English and American Literature) には希少書籍、初版、そしてイギリス文学およびアメリカ文学の原稿が収蔵されている。このコレクションには、400人の作家の35,000以上の作品が含まれている。コレクションは1940年にアルバートの兄ヘンリーを記念した寄付により開設され、1941年に正式にコレクションが寄贈された。最初のコレクションは100人以上の作家によって作成された3,500冊の本とパンフレットを含んでいた。1941年にオーウェン・D・ヤングが自身の個人コレクションから15,000作品を図書館に寄付した。

### プフォルツハイマー・コレクション
プフォルツハイマー・コレクション (Pforzheimer Collection) は18世紀と19世紀に作られたイギリスロマン主義の25,000作品のコレクションである。それらは1986年に石油投資家カール・プフォルツハイマーの財産によって寄付された。ニューヨーク公共図書館のウェブサイトによると、このコレクションにはイギリスのロマン派詩人パーシー・ビッシュ・シェリーやその2番目の妻であるメアリー・シェリー、メアリーの家族であるウィリアム・ゴドウィン、メアリ・ウルストンクラフト、クレール・クレアモント、同世代のジョージ・ゴードン・バイロン、テレサ・コンテッサ・グッチョーリ、トーマス・ジェファーソン・ホッグ、リー・ハント、トーマス・ラブ・ピーコック、ホラティウス・スミス、エドワード・ジョン・トレローニーなどの作品が含まれている。

### 希少書籍部門
希少書籍部門 (Rare Book Division) は事前に入室登録を行い許可された研究者のみ入室することができ、以下のコレクションが収蔵されている。
- 800以上の1501年以前にヨーロッパで出版されたインキュナブラ作品
- 主に1801年以前に出版されたアメリカーナ作品
- 1865年以前に発行されたアメリカの新聞
- 20,000以上のブロードサイド[注釈 4]
- 古い地図帳
- 航海についての作品
- アメリカに最初に持ち込まれたグーテンベルク聖書、最初のネイティブ・アメリカンの言語の聖書、およびアメリカで作成された最初の聖書を含む希少な聖書
- ウィリアム・シェイクスピアの作品、1700年以前に印刷された天路歴程のコピー、ヴォルテールの全作品、ウォルト・ホイットマンの作品のコピーなどの著名な作家の作品の初版とコピー
- 北米で最初に印刷された本やアメリカで最初に印刷された英語の本などの希少な骨董品

### ワラック芸術・プリント・写真部門
ミリアム・ワラックとアイラ・D・ワラックワラック芸術・プリント・写真部門 (Miriam Wallach and Ira D. Wallach Division of Art, Prints and Photographs) は1987年にワラック家からのコレクションの寄贈により開設された。このコレクションには100万点以上の芸術作品と、70万点のモノグラフと逐次刊行物が含まれている。

## エクステリア

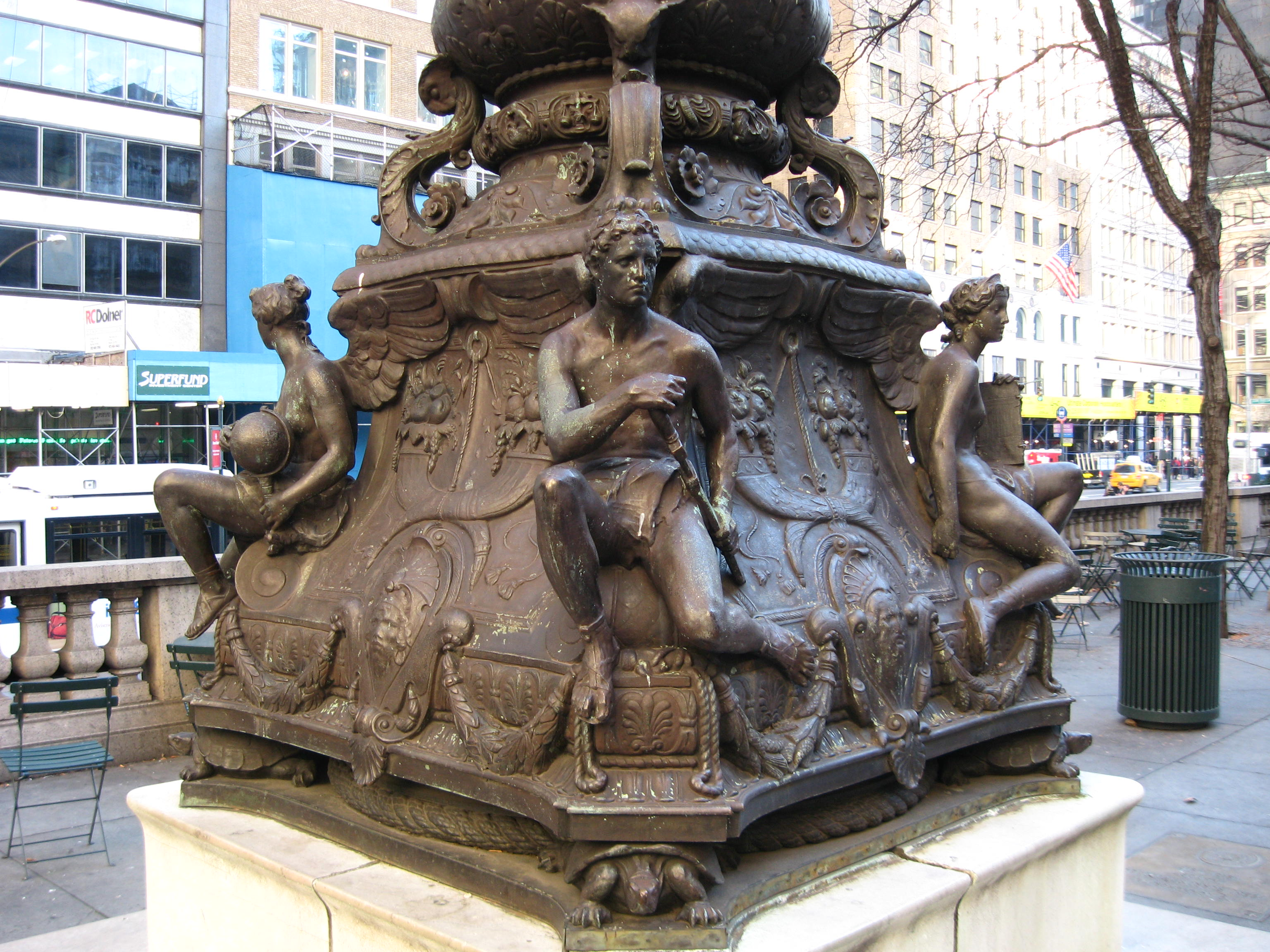
42丁目出入口にあるトーマス・ヘイスティングス設計、ラファエル・メンコーニ製作のブロンズ製旗竿土台

ニューヨーク公共図書館本館は南北390フィート (120メートル)、東西270フィート（82メートル）の幅である。図書館は東を5番街、南を40丁目、西を6番街、北を42丁目に囲まれたブロックの東側に位置している。建物の周りにはバルコニーがある。
本館に使われている大理石は約3フィートの厚さで、建物は大理石とレンガで作られている。建設中に建設業者は大理石の品質検査を行い、使用予定の大理石の内65%が本館建設に合わないとして高品質の物に交換され、交換された大理石はハーバード大学医学大学院などで使用された。外装は2万個の石で構成されており、それぞれに番号が割り振られている。彫刻の施されたコーニスが建物上部を囲っている。
42丁目出入口には1912年にトーマス・ヘイスティングスが設計したブロンズ製の旗竿土台がある。製作を行ったのはラファエル・メンコーニで、ブロンズはクイーンズ区ロングアイランド・シティのティファニー・スタジオで鋳造された。これらは1941年に第95代ニューヨーク市長ジョン・プロイ・ミッチェルに捧げられた。
本館敷地北端にはニューヨーク市地下鉄の7系統と<7>系統が停車する5番街駅への入口階段がある。この駅はインターボロー・ラピッド・トランジットのフラッシング線の一部として建設され、1926年3月22日に本館で式典が行われ開業した。
建物の南側にはサウスコートと呼ばれる囲まれた中庭があり、面積は88×88平方フィート（8.2×8.2平方メートル）である。元々は馬車の乗降場として機能していた。コートには1919年に従業員の休憩所として建てられたバンガローや大理石の噴水、馬用の飼葉桶などが設置されていた。噴水は1950年に解体されて駐車場に置き換えられ、バンガローは1998年に解体された。サウスコートには2002年にガラス製の4階建ての建物が建てられた。

### 5番街側

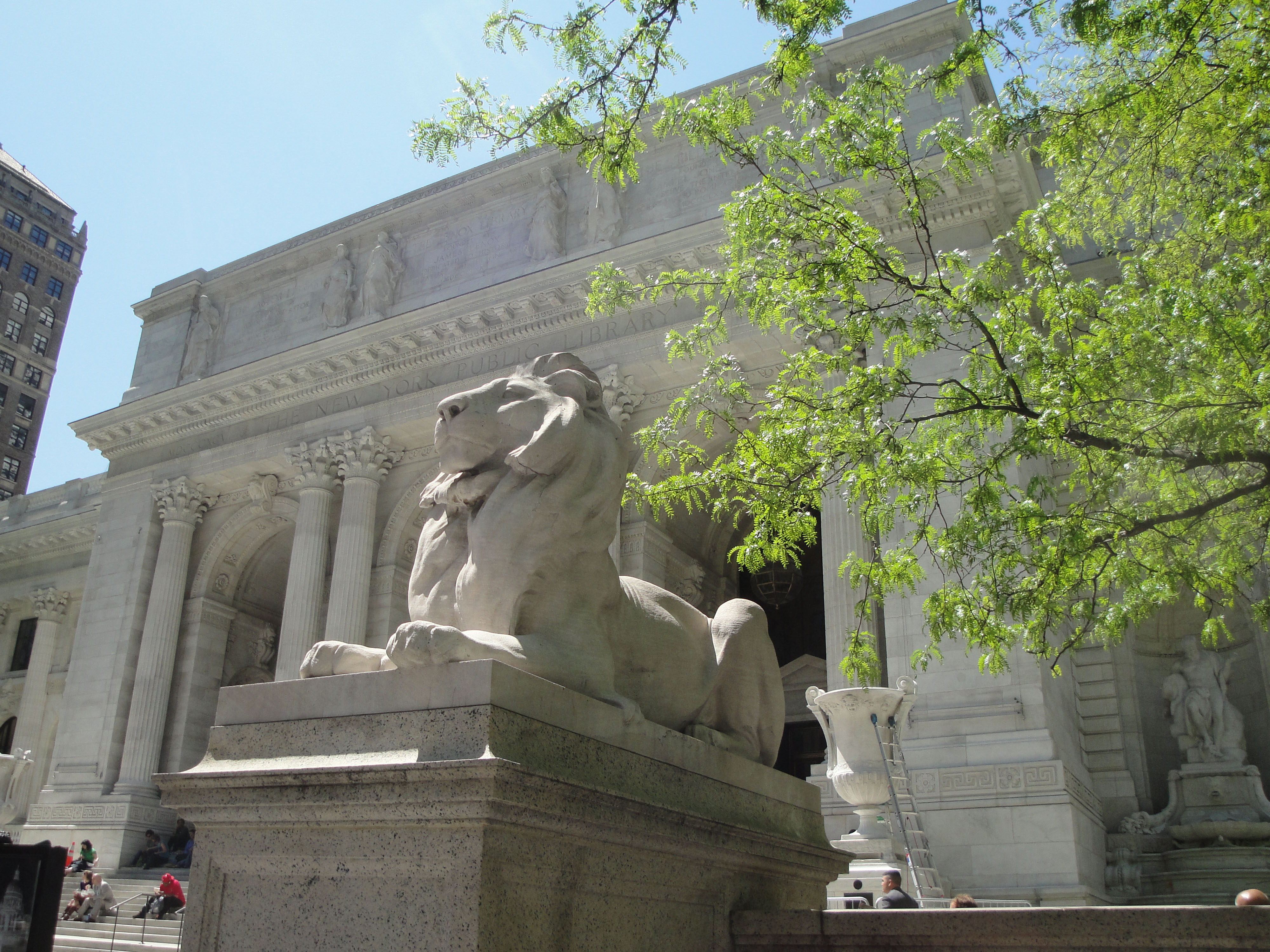
ニューヨーク公共図書館正面出入口にあるライオン像

本館は5番街の東側に面している。5番街に沿うようにバルコニーがあり、5番街と東41丁目の交差点の正面からコリント式の柱6本で支えられたポルチコのある本館正面出入口へ大理石の階段が伸びている。これらは地上階の上の1階に繋がっている。5番街の正面出入口の両側には中に数字の彫刻が施されたアルコーブと、1階に5つのアーチ型の窓がある。

#### アルコーブ・噴水
5番街側正面のアルコーブにはフレデリック・ウィリアム・マクマニーズの彫った"美" (Beauty) と"真実" (Truth) という人物が描かれている。これらはアルコーブの内側の小さな噴水の上にある。それらは1942年と1957年、および1980年代から2015年まで閉鎖されていた。

#### ライオン像
テネシー州の大理石でできたエドワード・クラーク・ポッターによるデザインに基づいてピッチリーリ兄弟が彫った2つのライオン像は階段のそばに設置されている。ある伝え話によると、ライオン像は階段の間に並ぶので来館者は"ライオンの間"と読むことができる。それらはニューヨーク公共図書館の商標となっている。ライオン像はそれぞれニューヨーク公共図書館の母体となった図書館の名前から"アスター" (Astor) と"レノックス" (Lenox)と名付けられている。また、1930年代には第99代ニューヨーク市長フィオレロ・ラガーディアにより"忍耐"(Patience) 及び"不屈" (Fortitude) と改名された。これは世界恐慌の真っ只中にいるニューヨーク市民たちにはこの2つの資質が必要であると考えられたからであった。アスターと忍耐の名を持つライオンは正面階段向かって左の南側に、レノックスと不屈の名を持つライオンは反対の北側、正面向かって右側にいる。1975年までにライオン像の大理石が汚染により劣化していたため、3週間かけて修復された。ライオン像は2007年から2011年にかけての改装中に再び修復されている。

#### 彫刻
ジョージ・グレイ・バーナードは正面出入口の上に設置される彫刻のためのペディメントを設計した。そしてそれは"生命" (Life) と"絵画と彫刻" (Painting and Sculpture) を表している。彫刻が1915年に作られた際、彫刻のための彼のビジョンと実際に作られた彫刻が合わなかったため、彼は彫刻を作った人々を50,000ドルで訴えた。

### ブライアント・パーク側

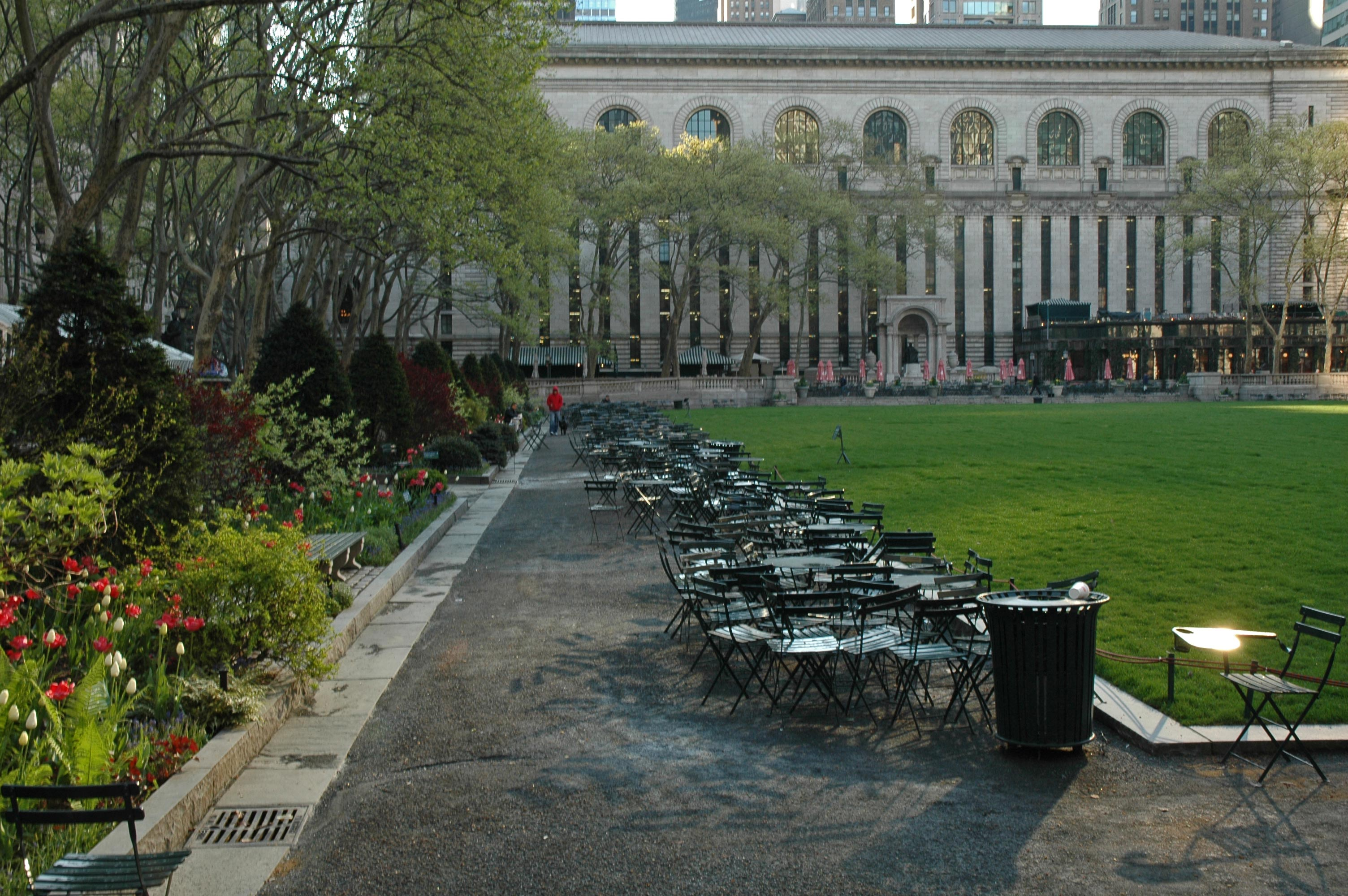
ブライアント・パークから本館を見る

ブライアント・パークのある西側には本館内の書架を眺めることのできる"高く狭い窓" (tall, narrow windows) がある。狭い窓からは、ローズ中央閲覧室の下の書架に光が差し込んでいる。正面の最上部近くの高い窓の上には、中央閲覧室を照らす9つの大きなアーチ型の窓がある。

## インテリア
本館内部は一般に入場できる4階（地上階、1 - 3階）からなっている。各階の東側に南北に伸びる廊下がある。元々内部には200を超える部屋があり、建物の面積は115,000平方フィート（10,700平方メートル）であった。部屋番号は南側から順に割り振られている。建物北側に地上階から3階までを結ぶ2つの階段とエレベーターがある。
インテリアには華やかなディテールが含まれており、それはドアノブやごみ箱にまで施されている。

### レイアウト

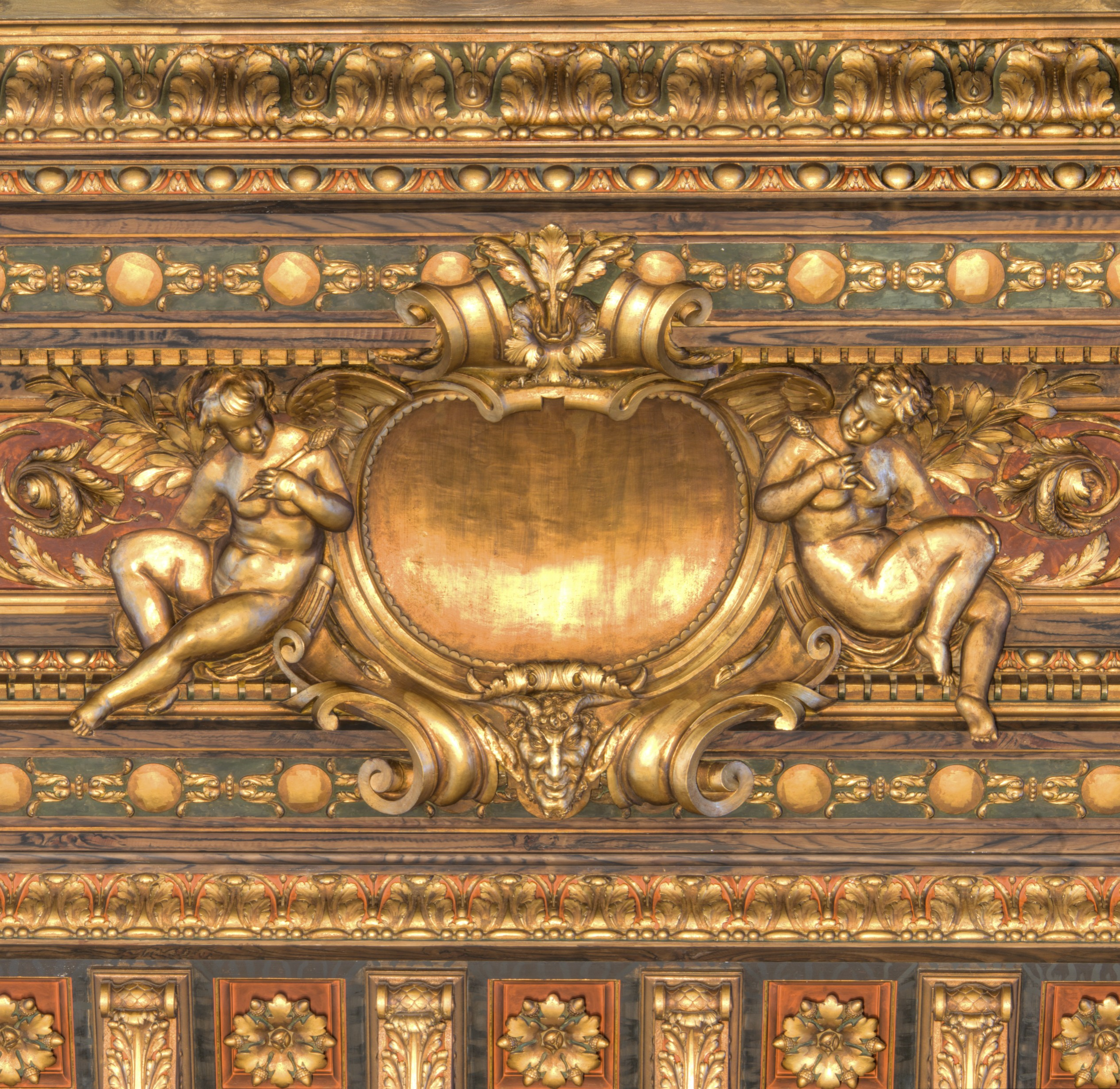
公共カタログ室のディテール

元のクロトン配水池の残骸の残る一般には解放されていない地下室は、当初機械工場として使われていた。
地上階には42丁目への出入口と閉鎖中のミッド・マンハッタン図書館の書籍の仮収蔵部屋がある。地上階にはクロークルーム、仮循環図書室、新聞室、子供向け図書室がある。また、電話スペース、"ライブラリー・スクール・オフィス"と"トラベリング・ライブラリー・オフィス"もある。元々循環図書室であった出入口正面の80号室は現在バルトス・フォーラムとなっている。80号室に向かって左側にある78号室は旧新聞室で現在子供向け図書室となっている。また向かって右側の81号室は旧子供向け図書室で現在は仮循環図書室となっている。
地上階の上は1階である。5番街出入口はアスター・ホールとして知られる1階のロビーに通じている。1階にはアスター・ホールより南側に画像コレクション (100号室)、雑誌閲覧室 (108号室)、ドロッド・ユダヤ部門 (111号室、旧雑誌閲覧室)、ヴィッヘンハイム・ギャラリー (112号室)、バルトス教育センターがある。北側にはミルスタイン部門 (121号室)、ミルスタイン・マイクロフォーム (119号室)、地図部門 (117号室)、ライブラリー・ショップがある。またアスター・ホール正面にゴッズマン・ホール (113号室、旧展示室)、アスター・ホールにカフェがある。また、以前は様々な管理オフィスや視覚障害者用図書室および技術室があった。
2階の廊下はジル・クピン・ローズ・ギャラリーとなっており、展示会が行われている。この階には小規模な部屋が多くある。最も南にはウッドパネル、寄木張りの床、白い大理石の暖炉のあるヴィッヘンハイム役員室（206号室）がある。元々この階には館長と副館長のオフィス、スラブ、ユダヤ、オリエンタルのコレクション、科学、経済学、社会学、および公文書の収蔵された部屋があった。現在は中央階段より南側にヴィッヘンハイム役員室とハンスマン・ルーム (207号室)、北側にはコールマン・コレクション (225号室、旧科学室)、バージャー・フォーラム (227号室)、ヴェルトハイム書室 (東228号室)、アレン・ルーム（西228号室）がある。なお、東西228号室は元々1つの部屋で経済学・社会学室となっていた。また中央階段正面には西へ伸びる廊下があり、シュウイチ・ノマ閲覧室（219号室）と自習室（223号室）がある。
3階の階段正面はマグロウ・ロタンダとなっている。マグロウ・ロタンダより南に伸びる廊下はプリント・ギャラリーとよばれ、プリントおよび写真の収蔵されたワラック部門の部屋（308号室）に通じている。また反対の北に伸びる廊下はストークス・ギャラリーと呼ばれ、プフォルツハイマー・コレクション（319号室）とバーグ・コレクション（320号室）に通じている。マグロウ・ロタンダの東側にはサロモン室（316号室）がある。反対の西側にはビル・ブラス公共カタログ室（315号室）があり、これを抜けるとローズ中央閲覧室（315号室）に入る。また、ローズ中央閲覧室の南側には芸術と建築に関する書籍の収蔵されたワラック部門（300号室）があり、北側にはブルック・ラッセル・アスター閲覧室（328号室）がある。
地下から2階までの建物西側のスペースには収蔵庫がある。本館にはローズ中央閲覧室のほかに21の閲覧室がある。元々全閲覧室の席数の合計は1,760席で、うち768席が中央閲覧室にあった。

### 注目すべきスペース

#### アスター・ホール
アスター・ホール (Astor Hall) は本館1階にある。ホールは5番街からの出入口に繋がっている。広さは70×44フィート（21×13メートル）で、床から天井までの高さは34フィート（10メートル）である。ホールの全体は白い大理石で作られており、側面にはアーチの開口部がある。図書館へ寄付を行った主要な人物の名はアスター・ホールの柱に刻まれている。
アスター・ホールの南北にある階段は線対称で2階に上がっている。1940年と1935年にそれぞれ作成された、カレールとヘイスティングスのブロンズ製胸像がアスター・ホールの階段の1番下にある。出入口からアスター・ホールへ向かって左側（南）の階段にカレール、向かって右側（北）の階段にヘイスティングスの胸像が飾られている。階段はホールの東側でそれぞれ南北に数段上がった後に西へ90度折れ曲がり平行に2階へと伸びている。2階ではアスター・ホールからの階段の真正面に3階のマグロウ・ロタンダへの階段がある。

#### マグロウ・ロタンダ

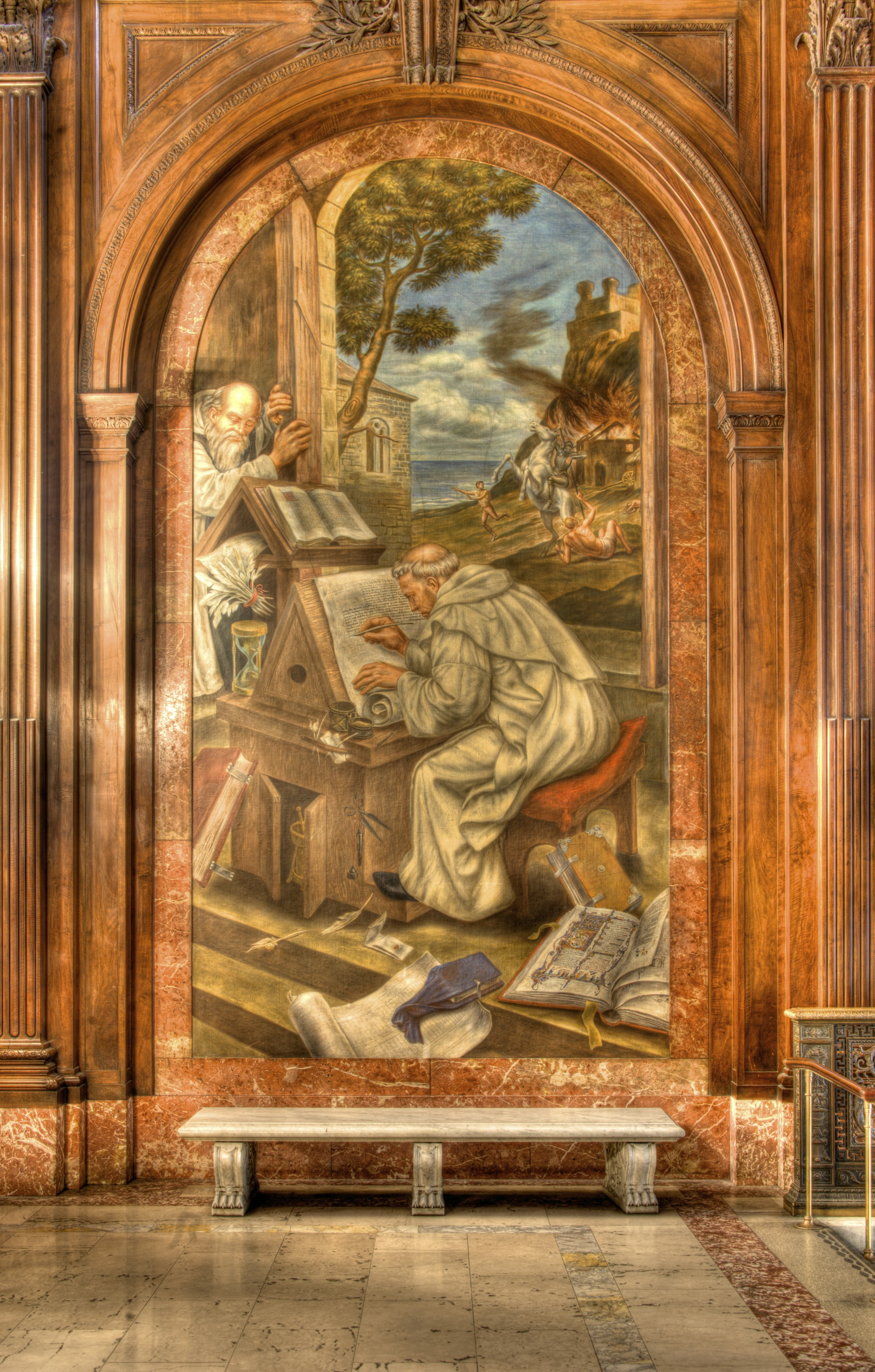
エドワード・ラニングによって制作されたマグロウ・ロタンダの壁画

マグロウ・ロタンダ（McGraw Rotunda、かつてはセントラル・ホールと呼ばれた）は3階にある長方形のスペースである。ロタンダはそれぞれ西と東に位置する公共カタログ室とサロモン室の間にあり、南北に伸びる廊下を分け隔てている。ロタンダには赤い大理石の土台とダークウッドの壁があり、壁には壁画の施されたコリント式の柱頭で支えられているアルコーブがある。
ロタンダには1940年代初頭にWPAプロジェクトの一環としてエドワード・ラニングによって塗装されたパネルがある。作品は4つのパネルと2つのルネットから構成されている。ルネットはそれぞれ公共カタログ室とサロモン室への出入口上に1つずつ設置されており、公共カタログ室側のルネットは"読むことを学ぶ" (Learning to Read)、サロモン室側のルネットは"学生" (The Student) と呼ばれている。4つのパネルは東西の壁に設置されており、ルネットの言葉の発達を描いている。天井の壁画は"男に火をもたらすプロメテウス" (Prometheus Bringing Fire to Men) と呼ばれている。4つのパネルと2つのルネットは1940年に完成し、天井の壁画は1942年に完成した。

#### ローズ中央閲覧室

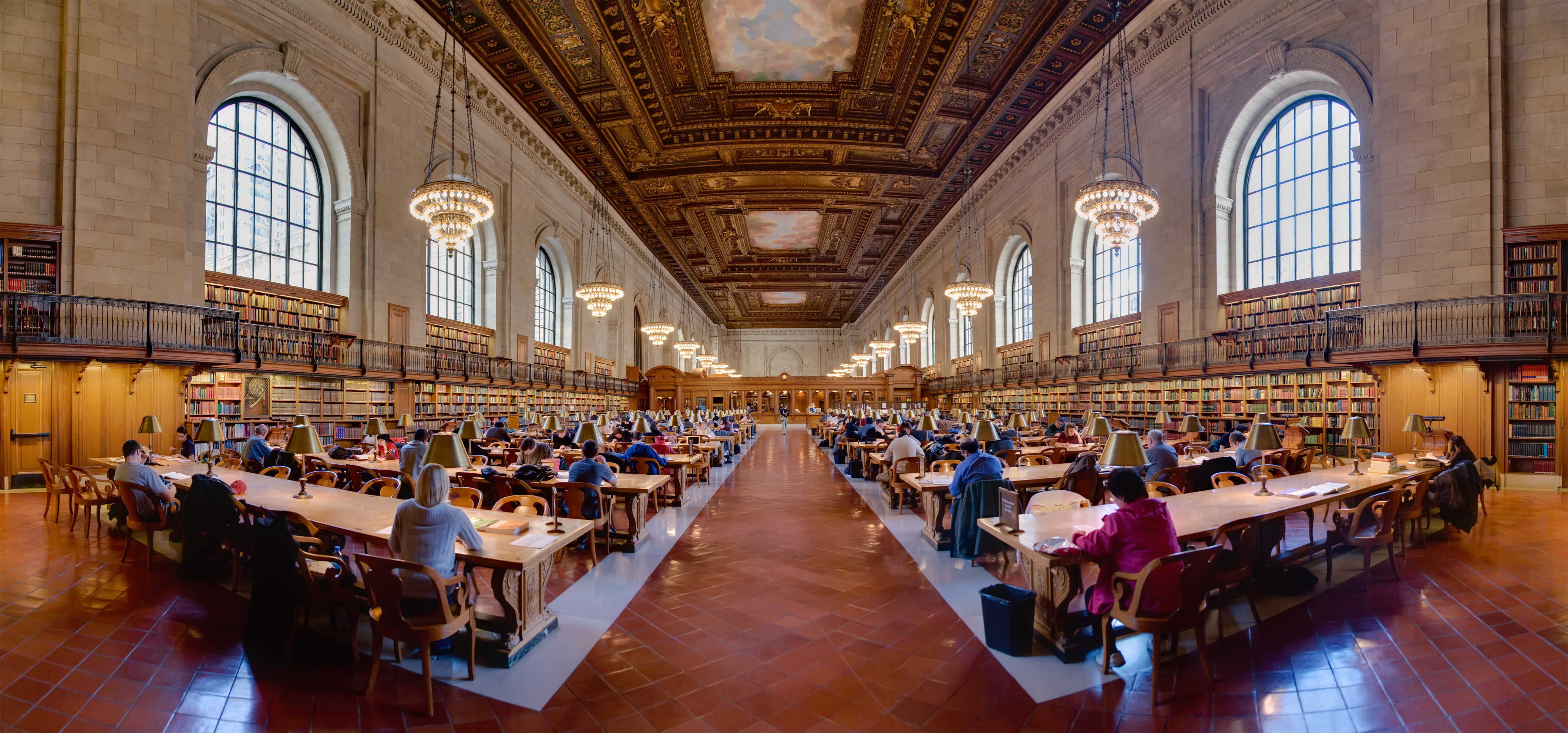
ローズ中央閲覧室南側を見る

本館のローズ中央閲覧室 (Rose Main Reading Room) は3階の315号室にある。ローズ中央閲覧室はグランド・セントラル駅の中央コンコースとほぼ同等の広さで、78×297フィート（24×91メートル）の高さは52フィート（16メートル）である。元々はルネサンス建築の建築様式であると言われていたが、現在はボザール様式であるとみなされている。中央閲覧室は1998年から1999年にかけて改装されローズ中央閲覧室に改名され、2016年には天井のさらなる改装が行われた。部屋は2017年にニューヨーク市歴史建造物に指定された。
部屋はスペースを水平に分割する書籍の配達デスクによって同じ大きさの2つのセクションに南北に分かれている。机はオーク材で作られており、トスカーナ式の脚で支えられている。閲覧室北側は原稿・アーカイブ閲覧室に、南側は芸術・建築閲覧室に繋がっている。なお、写真撮影は南側の一部でのみ許可されており、北側を撮影することはできない。
閲覧室の机は中央の広い通路の両側に2列で配置されており、木製の椅子と机の上に4つの真鍮製ランプが等間隔に設置されている。元々は768席あったが、現在は624席に削減されている。図書館の職員が与えられた座席番号の席に本を配達できるように各テーブルの各スポットには番号が割り振られている。また、図書館の書籍の検索やインターネットへのアクセスが行えるデスクトップパソコンや、ノートパソコン用の充電機械も備え付けてある。読者は図書館の閉鎖収蔵庫から示された座席番号に配達された書籍を、研究するためのフォームに記入することができる。また、研究のために図書館を利用した著名な作家や学者のために名付けられた特別な部屋がある。部屋の外周の床とバルコニーに沿って設置された本棚に参考図書が並んでいる。本館の開館時には、本棚には約25,000冊の自由に閲覧可能な参考図書があった。
中央閲覧室は大きな窓と壮大なシャンデリアによって照らされている。壁面には18の大アーチがあり、うち15のアーチには採光用の窓が嵌め込まれている。窓のあるアートのうち9つが西のブライアント・パークに、6つが東の５番街に面している。他の3つのアーチは公共カタログ室との壁を形成しており、その中央のアーチには公共カタログ室に面した窓がある。中央閲覧室には2列に並んだ18のシャンデリアが吊り下げられている。開館時は電灯は白熱電球で図書館自身の発電機で発光させていた。シャンデリアは円形に並んだ電球が4列あり、逆円錐状に配置されている。
天井は漆喰で塗装されており、金色の木を模している。クレー・トムソン社が天井を塗装した。マタイ・ポスタルによると作品には、"智天使に周りを囲まれた一幅のカルトゥーシュ、翼を持つ裸の女性、天使の頭、サテュロスのマスク、果物の花瓶、葉状の造形物、および換気グリルを隠すもの" (scroll cartouches bordered by cherubs, nude female figures with wings, cherub heads, satyr masks, vases of fruit, foliate moldings, and disguised ventilation grilles) が含まれている。天井には1911年にジェームス・ウォール・フィンによって描かれた3部構成の壁画が組み合わされて飾られた。壁画の元の外観の明確な写真は残されていないが、現在の顕現の壁画は雲と空を表している。1998年に天井が修復された際、元の壁画は残すことができないと判断され、代わりにヨハネス・アイニーの描いた壁画が飾られた。天井は2014年から2016年にかけて再び修復された。
中央閲覧室への出入口には大きな円形のペディメントがある。これは他の閲覧室の入口にある小さい三角形のペディメントとは対照的である。ドアノブや蝶番などにも複雑な金属細工が施されている。中央閲覧室と公共カタログ室の床は赤のタイルで構成され、タイルの間には大理石の舗装が施されている。大理石の舗装は通路の境界を定めている。

#### 公共カタログ室

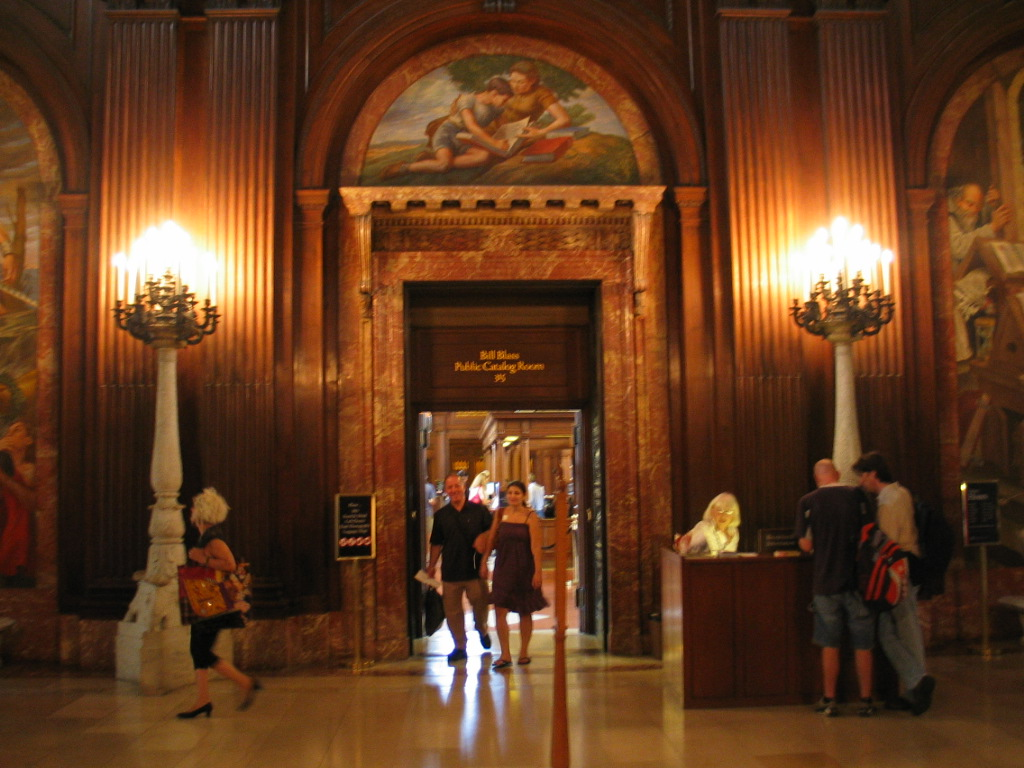
公共カタログ室入口

ローズ中央閲覧室と同じ部屋番号の315号室にあるビル・ブラス公共カタログ室 (Bill Blass Public Catalog Room) は中央閲覧室と隣接しておりマグロウ・ロタンダと繋がっている。公共カタログ室はマグロウ・ロタンダと中央閲覧室の間に位置しているため、中央閲覧室にとっては事実上のロビーとなっている。部屋の広さは81×77フィート（25×23メートル）である。中央閲覧室と同じく天井までの高さは52フィート（16メートル）である。中央閲覧室と同じデザインのシャンデリアが4つ吊り下げられている。公共カタログ室の天井には1911年にジェームス・ウォール・フィンによって描かれた27×33フィート（8.2×10.1メートル）の大きさの壁画がある。
カタログ室の最初の改装は、天井が塗装された1935年に行われた可能性があるとされている。カタログ室の急速な拡張の結果として、オリジナルのオーク材製のキャビネットが金属製のキャビネットに置き換えられた1952年には、さらに15万枚のカタログカードが追加された。カタログ室は1983年に修復され、1994年にビル・ブラス公共カタログ室に改名された。
部屋の北側、中央閲覧室に向かって右側に案内所がある。当初、訪問者は案内所において読みたい書籍を要求し、それに基づいた番号の書かれた伝票を受け取った。それから、伝票の番号が偶数か奇数かに基づいて中央閲覧室の北側または南側に振り分けられた。
公共カタログ室にはオーク材の高い机もある。これらの机には、ニューヨーク公共図書館のカード所有者が図書館の書籍を検索することを可能にするコンピュータが設置されている。

#### サロモン室

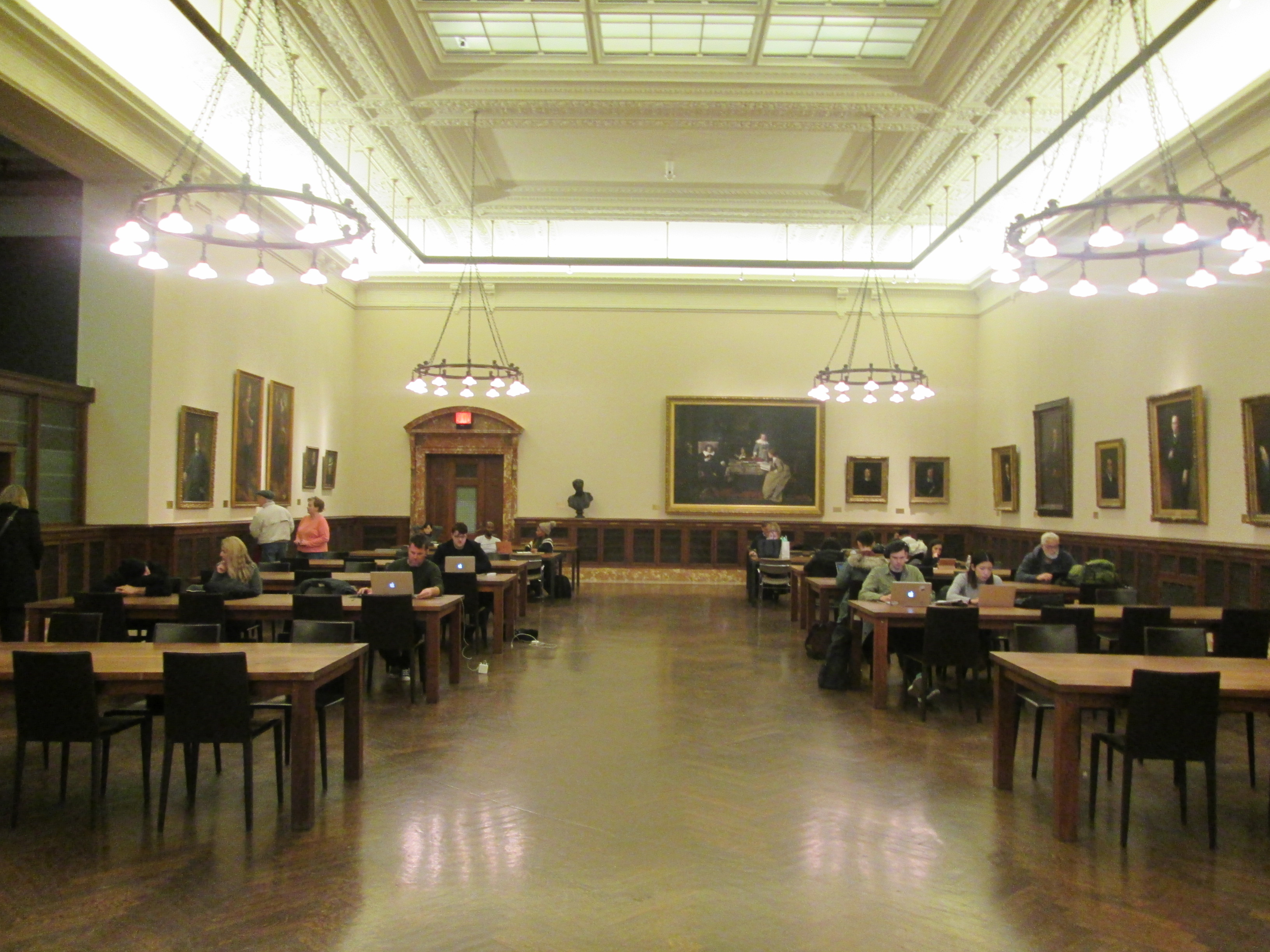
サロモン室

マグロウ・ロタンダの東側、316号室のエドナ・バーンズ・サロモン室 (Edna Barnes Salomon Room) は、通常イベントスペースとして利用される。部屋は4,500平方フィート（420平方メートル）で元々絵画ギャラリーとしての使用を意図しており、油絵が壁面に飾られている。2009年に部屋は中央閲覧室に入り切らないインターネットユーザーのための"無線インターネット閲覧および勉強室" (wireless Internet reading and study room) となった。

### 非公共収蔵庫
本館内の収蔵庫はこの建物の大きな特徴である。ローズ中央閲覧室の下には、250万冊の書籍を収めた一連の収蔵庫がある。本館開館時点では収蔵庫には63.3マイル（101.9キロメートル）の本棚に270万冊を収蔵することができた。また収蔵庫のほかに様々な閲覧室に50万冊から80万冊の本が収蔵されていた。中央収蔵庫には88マイル（141.6キロメートル）の本棚に350万冊の本を収蔵することができる。2015年現在、本館はさまざまな閲覧室に30万冊の本を置いているが、収蔵庫の状態が劣化してきているため中央収蔵庫自体には何も置かれていない。2010年代初頭に計画されたが実施されなかった中央図書館計画では中央収蔵庫を解体しミッド・マンハッタン図書館から移された書籍を収蔵する閲覧室にする提案がなされていた。
1987年から1991年の間にブライアント・パーク地下に追加の収蔵庫が建設された。ブライアント・パーク地下の収蔵庫は温度管理のなされている2つのレベルの建物となっている。"レベル1"の収蔵庫は1991年の拡張で完成し120万冊の書籍を収蔵しており、"レベル2"の収蔵庫は1991年時点では完成していなかった。2015年の時点で、ニュージャージー州にあるニューヨーク公共図書館のReCAP倉庫からさらに250万冊の書籍がレベル2に移される予定があり、それが終了すると本館の収蔵冊数は400万冊に増加する。レベル2の収蔵庫は主要な寄付者の名前から"ミルスタイン収蔵庫"と名付けられ、2017年1月に完成した。2017年の時点で、収蔵庫には2020年まで改装工事のため閉鎖されているミッド・マンハッタン図書館の収蔵している約40万冊の循環図書も含まれている。
書籍は"ブック・トレイン"と呼ばれる機構を使ってブライアント・パークの収蔵庫から1階から3階までの閲覧室に配達されている。これは2016年に老朽化したチェーンリフト式ブック・コンベア・システムを置き換えるために260万ドルで導入された。ブック・トレインは図書館のライオンのロゴが飾られたコンベアベルトと24の小さな赤いカートからなっている。カートは最大30ポンド（14キログラム）の書籍を載せることができ、毎分75フィート（23メートル）の速度で移動する。また、急勾配や垂直勾配を上るために歯車も使用されている。

## ライブラリー・ウェイ
本館正面に至るまでのパーク・アベニューから5番街の間の東41丁目はライブラリー・ウェイ (Library Way) と呼ばれる一連のプラーク作品となっている。ライブラリー・ウェイは著名な作家、詩人、その他の著名人の言葉を引用したブロンズ製の歩道プラークから構成されている。計48個のユニークなプラークが東41丁目の歩道沿いに嵌め込まれており、ウォール・ストリート・ジャーナル (The Wall Street Journal) によるとこのプラークは"グランド・セントラル・ビジネス改善地区の管理を行っているグランド・セントラル・パートナーシップとニューヨーカー・マガジン" (the Grand Central Partnership, which manages the Grand Central Business Improvement District; and the New Yorker magazine) が1990年代に引用する言葉を選び、グレッグ・ルフェーブルがプラークのデザインを行った。ライブラリー・ウェイのパンフレットは、本館1階のアスター・ホールにあるフレンズ・オブ・ザ・ライブラリー・カウンターで入手することができる。同様のスタイルの花崗岩のプラークは、過去にそこで開催されたティッカー・テープ・パレードを記念して設置されたマンハッタン区フィナンシャル・ディストリクトのブロードウェイ歩道や、ファッションデザイナーを記念するガーメント・ディストリクトのブロードウェイ歩道で見ることができる。

## ポップカルチャー

### 映画
本館は以下の映画に登場または描かれている。
- 『四十二番街』(1933年)[120]
- 『ザ・クロック』(1945年)[192]
- 『踊る大紐育』(1949年)[192]
- 『拾った女』(1953年)[193]
- 『ティファニーで朝食を』(1961年)[193][120][194]
- 『すれ違いの街角』(1962年)[193]
- 『大人になれば...』(1966年)[194]
- 『デラニーの悪霊』(1972年)[193]
- 『ネットワーク』(1976年)[193]
- 『ウィズ』(1978年)[195][120]
- 『ゴーストバスターズ』(1984年)[196][193][194]
- 『女と男の名誉』(1984年)[194]
- 『心の旅』(1991年)[193][194]
- 『クイズ・ショウ』(1994年)[194]
- 『ピクチャー・パーフェクト』(1997年)[193]
- 『トーマス・クラウン・アフェアー』(1999年)[193][192][194]
- 『小説家を見つけたら』(2000年)[194]
- 『恋にあこがれて in N.Y.』(2001年)[193]
- 『メイド・イン・マンハッタン』(2002年)[194]
- 『スパイダーマン』(2002年)[195][193]
- 『タイムマシン』(2002年)[192][194]
- 『13 ラブ 30』(2004年)[193][194]
- 『デイ・アフター・トゥモロー』(2004年)[195][193][194]
- 『ショートカット・トゥ・ハピネス』(2004年)[193]
- 『スパイダーマン3』(2007年)[194]
- 『セックス・アンド・ザ・シティ』(2008年)[193][194]
- 『ハーフ・デイズ』(2008年)[193]
- 『ミスター・アーサー』(2011年)[193]
- 『アジャストメント』(2011年)[193]
- 『ウィル・テイク・マンハッタン』(2012年)[193]
- 『ニューヨーク 冬物語』(2014年)[193]
- 『エクス・リブリス ニューヨーク公共図書館』(2017年)[183]

### テレビ
本館は以下のテレビ番組に登場している。
- 『となりのサインフェルド』シーズン3第5話「ペン騒動」[197]
- 『コスモス』第11回「未来への手紙」[198]

### 文学
本館は以下の小説に登場している。
- 『Death Walks in Marble Halls』(1942年)、ローレンス・ブロックマン[199]
- 『Duplicate Keys』(1984年)、ジェーン・スマイリー[200][201]
- 『The Grand Complication』(2001年)、アレン・カーツウェル[202][203]
- 『Heir to the Glimmering World』(2004年)、シンシア・オジック[204]
- 『Writing on the Wall』(2005年)、リン・シャロン・シュワルツ[205][206]

また以下の詩にも登場する。
- E・B・ホワイト『Poems and Sketches of E.B. White』(1981年) に収められた『A Library Lion Speaks』[207]と『Reading Room』[120]
- リチャード・エバーハート『Collected Poems, 1930-1986』(1988年) に収められた『Reading Room, The New York Public Library,』
- ローレンス・ファーリングヘッティ『How to Paint Sunlight』(2001年) に収められた『Library Scene, Manhattan,』[120][208]

また、アルフレッド・カジンやヘンリー・ミラー、ケイト・サイモンなどの本館について言及している回想録や随筆からの一部の抜粋文が1991年に出版されたアンソロジー『Reading Rooms』に収められている。